# Bantam
Bantam (en indonesi: Banten) és una ciutat situada a l'extrem occidental de l'illa de Java. Antigament fou una ciutat comercial i un lloc estratègicament important, amb un port segur a l'estret de Sonda, a través del qual passava tot el trànsit transoceànic, a la boca de riu Cibantam. Aquest riu també proporcionava un passatge navegable cap a l'interior de l'illa, el que representava un bon accés a l'interior.
Ara en ruïnes, Bantam era el port javanès més important per al comerç d'espècies amb Europa des del segle xvi fins a finals del segle xviii, quan el seu port va retrocedir fins a arribar actualment a estar a gairebé 2 km del mar.